# 沙巷
沙巷是平遥古城的一条南北走向街道，贯通古城西半部，北起西大街，南至上西门街。长736米，宽5米。
沙巷系明代初年扩建城池的产物。此前，相传为护城沙河，开辟为街道以后，常有淤积的泥沙，因而得名。。

## 交汇街巷
- 西大街
- 上西门街

## 著名地点

### 古迹
- 侯殿元宅院，沙巷23号，平遥县文物保护单位（1994年12月28日公布）
- 侯王宾宅院，沙巷31-34号，平遥县文物保护单位（1994年12月28日公布）

沙巷北端与西大街交汇处原有五道庙，现已不存。